# Viktor Zvjahintsev
Viktor Zvjahintsev (Oekraïens: Віктор Олександрович Звягінцев, Russisch:  Виктор Александрович Звягинцев) (Stalino, 22 oktober 1950 – 22 april 2022) was een voetballer uit de Sovjet-Unie van Oekraïense afkomst. Ten tijde van zijn carrière in de Sovjet-Unie werd zijn naam steevast in het Russisch geschreven als Viktor Zvjagintsev.

## Biografie
Zvjagintsev speelde het grootste deel van zijn carrière voor Sjachtjor Donjetsk, waarmee hij in 1980 de beker won. Hij speelde ook 13 wedstrijden voor het nationale elftal en maakte zijn debuut op 12 oktober 1975 in een kwalificatiewedstrijd voor het EK 1976 tegen Zwitserland. In 1976 veroverde hij een bronzen medaille met zijn team op de Olympische Spelen.